# جونز (کنتاکی)
جونز (به انگلیسی: Jones) یک منطقهٔ مسکونی در ایالات متحده آمریکا است که در شهرستان پری، کنتاکی واقع شده‌است. جونز ۲۸۷٫۱۳ متر بالاتر از سطح دریا واقع شده‌است.